# Боджанала-Платинум
Боджанала-Платинум (афр. Bojanala Platinum) — район Північно-Західної провінції Південно-Африканської Республіки. Має адміністративний код DC37. Адміністративний центр — місто Рустенбург. Більшість населення розмовляє мовою сетсвана.

## Назва
Слово «Боджанала» — це слово мови сетсвана, що означає «туризм», а слово «Платинум» — з англійської мови, що означає «платина».

## Географія

### Розташування
Район розташований на сході провінції. Межує:
- з районом Ватерберг (DC36) провінції Лімпопо на півночі
- з районом Цване провінції Гаутенг на сході
- з районом Вест-Ранд (CBDC8) провінції Гаутенг на південному сході
- з районом Доктор-Кеннет-Каунда (DC40) Північно-Західної провінції на півдні
- з районом Нгака-Модірі-Молема (DC38) Північно-Західної провінції на заході

## Адміністративний поділ
Район поділяється на п'ять місцевих муніципалітети:
| Місцевий муніципалітет | Населення | %     |
| ---------------------- | --------- | ----- |
| Рустенбург             | 549 575   | 36,46 |
| Мадибенг               | 447 381   | 29,68 |
| Мозес Котане           | 242 554   | 16,09 |
| Моретеле               | 186 947   | 12,40 |
| Кгетленгрів'єр         | 51 049    | 3,39  |

## Демографія
За даними 2011 року у районі проживало 1 507 505 осіб.

### Статевий склад
| Стать    | Чисельність | %     |
| -------- | ----------- | ----- |
| Чоловіки | 794 529     | 52,70 |
| Жінки    | 712 977     | 47,30 |

### Мовний склад
| Мова             | Чисельність носіїв | %     |
| ---------------- | ------------------ | ----- |
| Сетсвана         | 818 050            | 55,34 |
| Тсонга           | 119 090            | 8,06  |
| Африкаанс        | 106 561            | 7,21  |
| Коса             | 82 701             | 5,59  |
| Північна сото    | 75 539             | 5,11  |
| Сесото           | 67 458             | 4,56  |
| Англійська       | 57 187             | 3,87  |
| Зулу             | 54 661             | 3,70  |
| Інші             | 39 869             | 2,70  |
| Південна ндебеле | 26 481             | 1,79  |
| Венда            | 14 329             | 0,97  |
| Сваті            | 9632               | 0,65  |